# Grand Prix automobile d'Allemagne 1964
GP précédent GP suivant
Le Grand Prix d'Allemagne 1964 (XXVI Grosser Preis von Deutschland), disputé sur le Nürburgring le 2 août 1964, est la cent-vingt-septième épreuve du championnat du monde de Formule 1 courue depuis 1950 et la sixième manche du championnat 1964.

## Contexte avant la course

### Le championnat du monde
Depuis 1961, la Formule 1 suit la réglementation 1 500 cm3 (dérivée de l'ancienne Formule 2 de la période 1957 à 1960). Initialement prévue pour une période de trois ans, la formule a été prolongée de deux années supplémentaires par la Commission sportive internationale, garantissant la stabilité technique jusqu'à fin 1965. La réglementation s'appuie sur les points suivants :
- interdiction des moteurs suralimentés
- cylindrée minimale : 1 300 cm3
- cylindrée maximale : 1 500 cm3
- poids minimal : 450 kg (à sec)
- double circuit de freinage obligatoire
- arceau de sécurité obligatoire (le haut du cerceau devant dépasser le casque du pilote)
- démarreur de bord obligatoire
- carburant commercial
- ravitaillement en huile interdit durant la course

Après avoir nettement dominé la saison 1963, Jim Clark semble bien parti pour décrocher un second titre mondial. Au volant de sa Lotus, le champion écossais a remporté trois des cinq manches déjà disputées. À mi-saison, il possède quatre points d'avance sur Graham Hill, vainqueur sur sa BRM de l'épreuve inaugurale à Monaco, et régulièrement bien classé.

### Le circuit

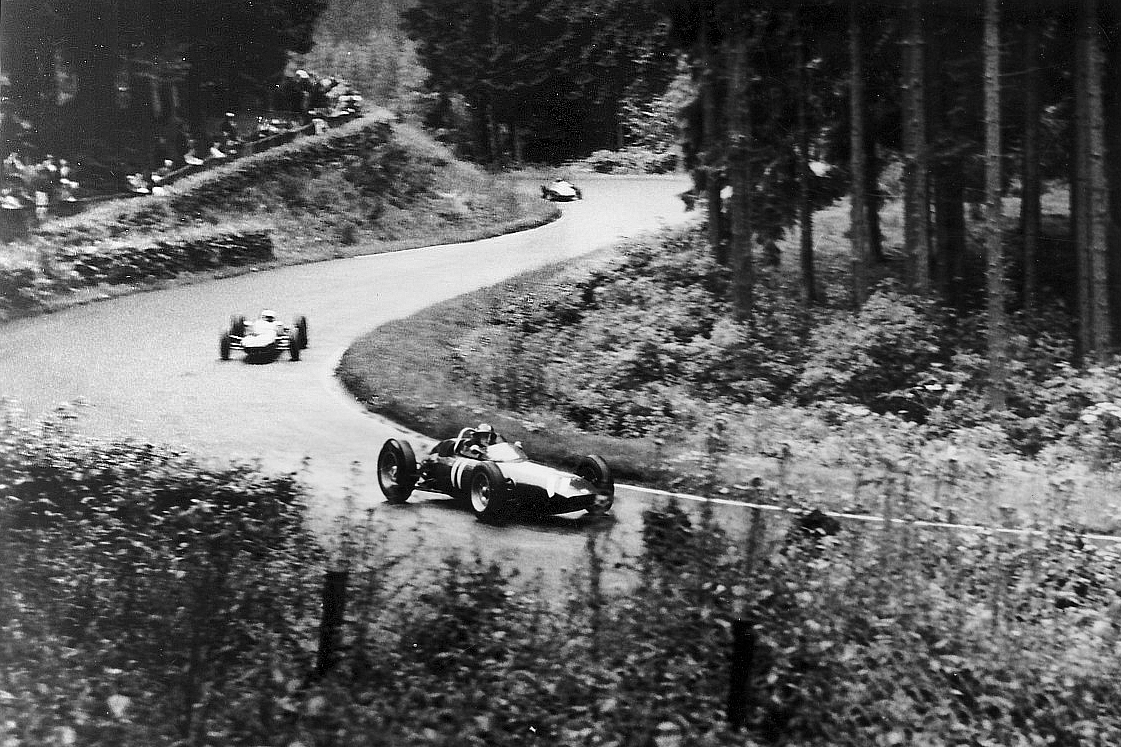
La descente d'Hatzenbach, sur la «Nordschleife», lors du Grand Prix d'Allemagne 1962.

Plus vaste circuit permanent d'Europe, le Nürburgring est également considéré comme le plus difficile, tant pour les pilotes que pour les mécaniques. Deux mille cinq cents ouvriers ont œuvré à sa construction, de 1925 à 1927. Il est composé de deux parties : la boucle sud («Südschleife»), longue de 7,7 kilomètres, et la boucle nord («Nordschleife»), qui développe 22,8 kilomètres. C'est généralement cette dernière, très vallonnée et comportant cent soixante-dix virages, qui est utilisée pour les grands évènements (épreuves de Formule 1, d'endurance ou Grand Prix moto), tandis que la boucle sud accueille plutôt les épreuves nationales. Le record officiel de la boucle nord est détenu par John Surtees, auteur d'un tour à 155,8 km/h de moyenne au volant de sa Ferrari lors du Grand Prix d'Allemagne 1963.

## Monoplaces en lice
- Lotus 25 & 33 "Usine"

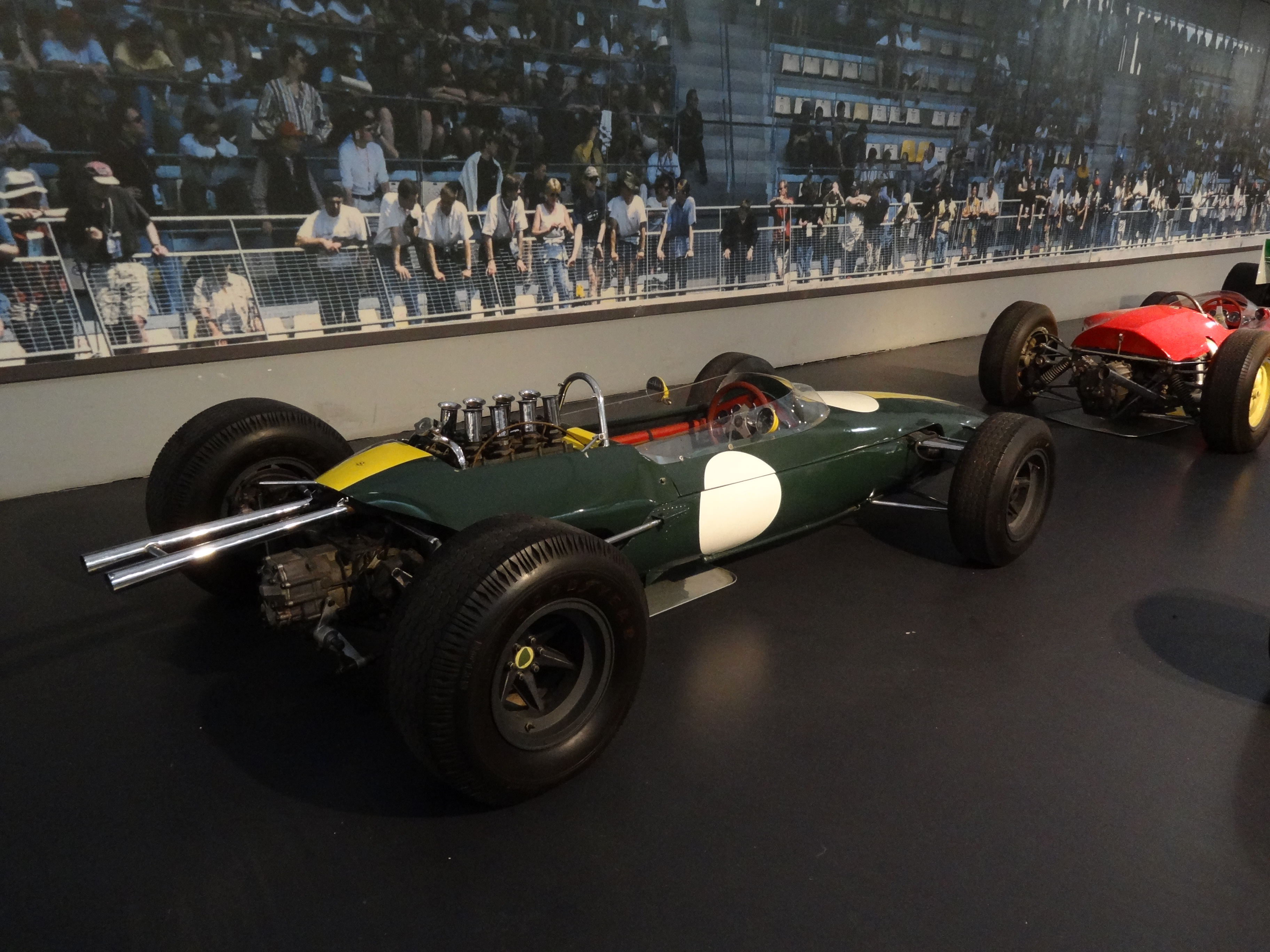
La Lotus 33, discrète évolution de la Lotus 25.

Le Team Lotus est présent avec deux modèles 33 (dont un flambant neuf) et un modèle 25C. Les trois voitures sont pratiquement identiques, l'ancienne 25 étant maintenant équipée des mêmes suspensions avant et arrière que la 33. Ces monoplaces à structure monocoque sont dotées de la dernière version du moteur V8 Coventry Climax FWMV à injection, développant 205 chevaux à 9600 tr/min, et d'une boîte de vitesses ZF à cinq rapports. Elles pèsent 455 kg à vide. Premier pilote, Jim Clark dispose de la 33 la plus récente. Il est épaulé par Mike Spence (sur l'autre Type 33), qui remplace Peter Arundell depuis l'accident de ce dernier au Grand Prix de France de formule 2, sur le Circuit de Reims-Gueux. Le pilote allemand Gerhard Mitter a loué pour la course la 25 que Clark utilisait jusqu'alors, mais ne pourra la piloter qu'à compter du samedi, l'équipe souhaitant disposer d'un mulet lors de la première journée d'essais.
- Lotus 24 & 25 privées

L'équipe de Tim Parnell engage ses deux Lotus 25 à moteur V8 BRM (200 chevaux) et boîte cinq vitesses Hewland. Elles sont aux mains de Chris Amon et de Mike Hailwood. Peter Revson pilote son habituelle Lotus 24 (à châssis tubulaire), également équipée d'un moteur V8 BRM.
- BRM P261 "Usine"

Le constructeur de Bourne aligne deux P261 à structure monocoque pour Graham Hill et Richie Ginther. Conçues par Tony Rudd, elles sont dotées d'un moteur V8 à injection indirecte Lucas d'une puissance maximale de 210 chevaux à 11000 tr/min et d'une boîte six vitesses réalisée en interne. Elles pèsent 450 kg à vide. L'équipe ne dispose plus de mulet, la dernière P261 construite ayant été accidentée lors du dernier Grand Prix de Solitude. Initialement engagée, l'expérimentale P67 à transmission intégrale Ferguson (apparue lors des essais du Grand Prix de Grande-Bretagne aux mains de Richard Attwood) n'a finalement pas été amenée en Allemagne.
- BRM P57 privées

La Scuderia Centro Sud est présente avec ses deux P57, pilotées par Giancarlo Baghetti et Tony Maggs. Pesant 475 kg, ces monoplaces à châssis multitubulaire utilisent l'ancienne version du moteur V8 à injection (environ 200 chevaux) et une boîte cinq vitesses. Engagé à titre privé, Maurice Trintignant dispose d'un modèle identique.
- Brabham BT7 "Usine"

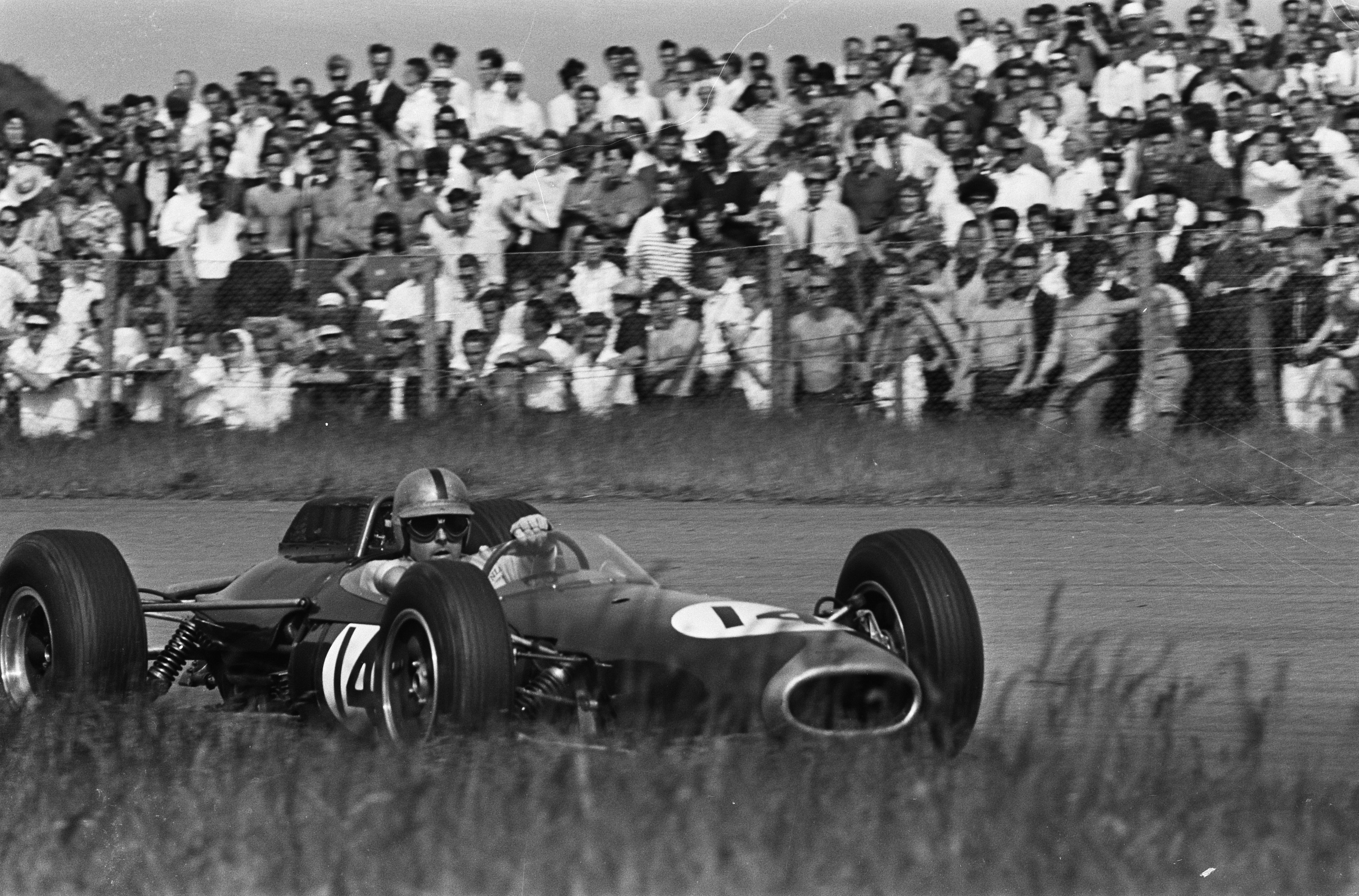
La Brabham BT7 de Jack Brabham.

Jack Brabham et Dan Gurney continuent à utiliser leurs BT7 de la saison précédente. Ces monoplaces à châssis tubulaire, équipées d'un moteur V8 Climax à injection et d'une boîte de vitesses Hewland à cinq rapports, pèsent 470 kg à vide. L'arrière de la voiture de Brabham a dû être entièrement refait après le carambolage du premier tour au Grand Prix de Solitude.
- Brabham BT11 et BT10 privées

Dernières réalisations de Motor Racing Developments Ltd, compagnie fondée par Jack Brabham et Ron Tauranac, les Brabham BT11 ont été livrées en priorité aux clients, les pilotes d'usine utilisant toujours leurs BT7 de 1963. Les BT11 sont d'ailleurs presque identiques à leurs devancières, mais peuvent au choix recevoir le V8 Climax ou le V8 BRM. Le pilote indépendant Bob Anderson a équipé la sienne d'un ancien moteur V8 Climax à carburateurs (délivrant environ 190 chevaux) associé à une boîte cinq vitesses Hewland, tandis que Joseph Siffert utilise un V8 BRM et une boîte six vitesses Colotti, tout comme l'équipe de Rob Walker pour la voiture confiée à Joakim Bonnier. La filiale autrichienne de Ford avait initialement prévu de monter un moteur quatre cylindres de Lotus Cortina sur la BT10 habituellement utilisée par Jochen Rindt dans les épreuves de Formule 2, mais le jeune espoir austro-allemand a finalement déclaré forfait.
- Ferrari 158 & 156 "Usine"

La Scuderia Ferrari a amené deux Ferrari 158 qui seront à disposition de John Surtees, Lorenzo Bandini pilotant quant à lui une 156 Aero de la saison précédente. Les deux modèles, à structure monocoque, ont des châssis pratiquement identiques et sont équipés des mêmes boîtes de vitesses à cinq rapports. Utilisant un moteur V8 à injection directe Bosch développant 210 chevaux à 11000 tr/min, la 158 pèse 468 kg à vide, soit huit de plus que la 156 à moteur V6 à injection (205 chevaux à 10500 tr/min).
- Cooper T73 "Usine"

Le constructeur de Surbiton engage deux T73 pour Bruce McLaren et Phil Hill. Conçues par Owen Maddock, ces monoplaces à châssis multitubulaire sont équipées d'un moteur V8 Climax à injection et d'une boîte de vitesses à six rapports réalisée en interne. Elles pèsent 460 kg à vide.
- Cooper T66 privée

L'équipe de Rob Walker utilise sa T66 de 1963 comme voiture de réserve pour Bonnier. Elle est équipée d'un moteur V8 Climax à injection et d'une boîte six vitesses Colotti. L'ancien pilote Bob Gerard a modifié un ancien châssis T59 de Formule Junior, utilisant des éléments de la T73 ainsi que des éléments de la T71 de F2 et y adaptant un moteur quatre cylindres Ford. Baptisée T71/73, cette monoplace spéciale est aux mains de John Taylor, qui fait sa première apparition en championnat du monde.
- BRP Mk1 & Mk2 "Usine"

Le British Racing Partnership avait engagé une Mk2 pour Innes Ireland et une Mk1 de l'année passée pour Trevor Taylor (qui avait accidenté sa Mk2 à Brands Hatch), mais la petite structure britannique a finalement déclaré forfait, le directeur technique Ken Gregory n'ayant pas réussi à s'entendre avec les organisateurs allemands sur le montant de la prime de départ,.
- Honda RA271 "Usine"

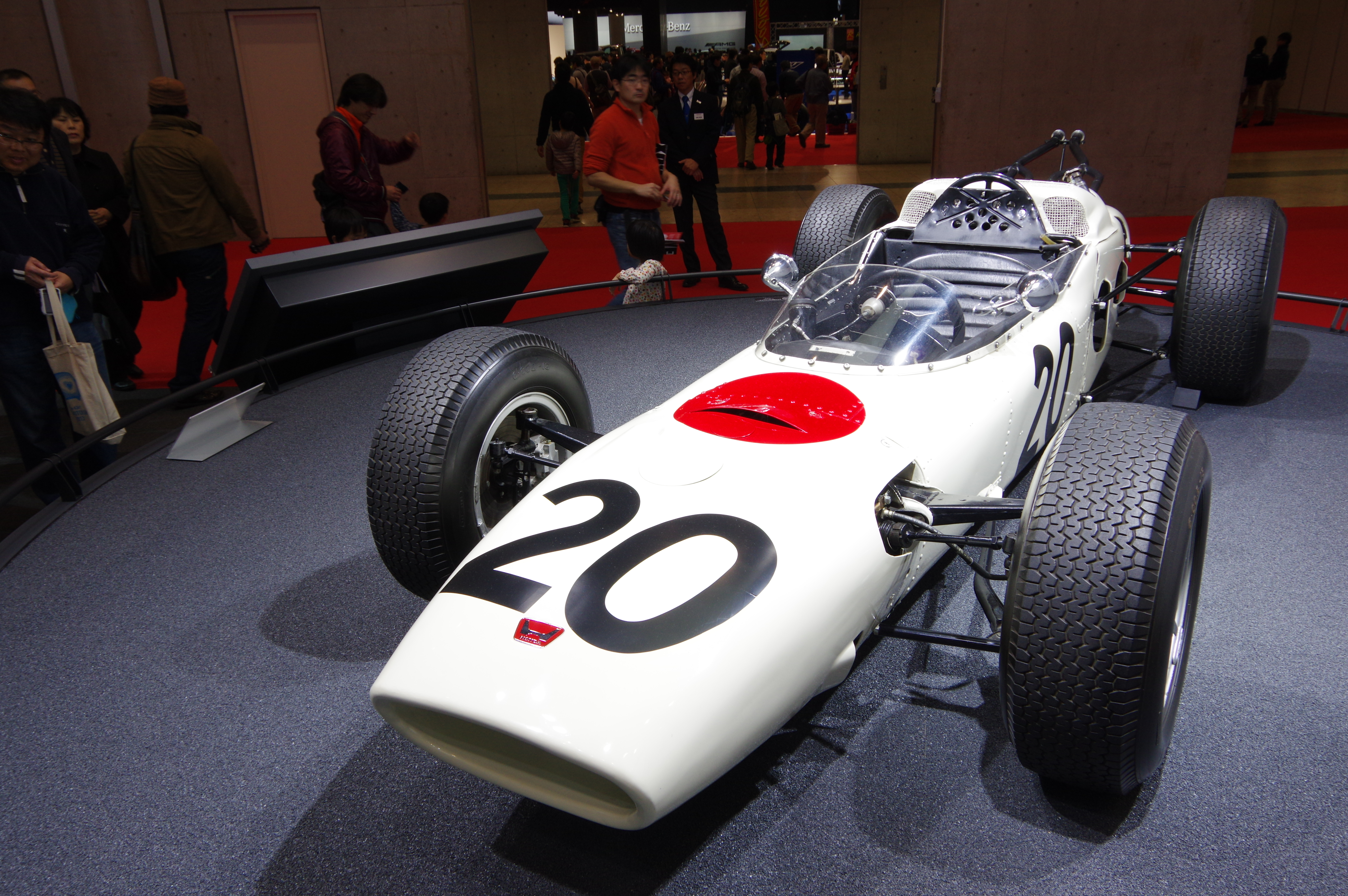
Première sortie officielle pour la très attendue Honda RA271.

Première monoplace japonaise jamais alignée en course, la RA271, conçue par l'ingénieur Yoshio Nakamura (issu de l'industrie aéronautique), aurait dû débuter à l'occasion du Grand Prix de Belgique mais des problèmes de développement ont retardé de deux mois sa sortie. Utilisant un châssis-coque en feuilles d'aluminium pliées, elle est dotée d'un moteur V12 à quatre soupapes par cylindres, placé en position transversale au dos du cockpit. Alimenté par six carburateurs double corps Keihin, il développe près de 220 chevaux à 12000 tr/min. Munie d'une boîte ZF à six vitesse, la voiture pèse 450 kg à sec. Elle est aux mains du pilote américain Ronnie Bucknum, néophyte en formule 1, qui de surcroit n'a jamais tourné sur le Nürburgring.
- Scirocco SP

Le vétéran belge André Pilette aura la lourde tâche de tenter de qualifier la Scirocco SP à moteur V8 Climax engagée par Tim Parnell au sein de l'Équipe Scirocco Belge.
- Porsche 718 privée

Le gentleman-driver Carel Godin de Beaufort s'aligne sur son antique Porsche 718, datant de 1960. Cette ancienne formule 2 est équipée d'un moteur à quatre cylindres à plat, refroidi par air, d'une puissance d'environ 165 chevaux. Techniquement dépassée, elle bénéficie cependant d'une remarquable fiabilité.

## Coureurs inscrits
| no | Pilote                  | Écurie                      | Constructeur | Modèle           | N° châssis | Moteur                        | Pneumatiques |
| -- | ----------------------- | --------------------------- | ------------ | ---------------- | ---------- | ----------------------------- | ------------ |
| 1  | Jim Clark               | Team Lotus                  | Lotus        | Lotus 33         | 33 R9      | Coventry Climax FWMV MkIII V8 | D            |
| 2  | Mike Spence             | Team Lotus                  | Lotus        | Lotus 33         | 33 R8      | Coventry Climax FWMV MkIII V8 | D            |
| 3  | Graham Hill             | Owen Racing Organisation    | BRM          | BRM P261         | 2614       | BRM P60 V8                    | D            |
| 4  | Richie Ginther          | Owen Racing Organisation    | BRM          | BRM P261         | 2613       | BRM P60 V8                    | D            |
| 5  | Dan Gurney              | Brabham Racing Organisation | Brabham      | Brabham BT7      | F1-1-63    | Coventry Climax FWMV MkIII V8 | D            |
| 6  | Jack Brabham            | Brabham Racing Organisation | Brabham      | Brabham BT7      | F1-2-63    | Coventry Climax FWMV MkIII V8 | D            |
| 7  | John Surtees            | SpA Ferrari SEFAC           | Ferrari      | Ferrari 158      | 158/0005   | Ferrari 205B V8               | D            |
| 7T | John Surtees            | SpA Ferrari SEFAC           | Ferrari      | Ferrari 158      | 158/0006   | Ferrari 205B V8               | D            |
| 8  | Lorenzo Bandini         | SpA Ferrari SEFAC           | Ferrari      | Ferrari 156 Aero | 156/0004   | Ferrari 178 V6                | D            |
| 9  | Bruce McLaren           | Cooper Car Company          | Cooper       | Cooper T73       | F1-1-64    | Coventry Climax FWMV MkIII V8 | D            |
| 10 | Phil Hill               | Cooper Car Company          | Cooper       | Cooper T73       | F1-2-64    | Coventry Climax FWMV MkIII V8 | D            |
| 11 | Joakim Bonnier          | Rob Walker Racing Team      | Brabham      | Brabham BT11     | F1-4-64    | BRM P56 V8                    | D            |
| 12 | Edgar Barth             | Rob Walker Racing Team      | Cooper       | Cooper T66       | F1-2-63    | Coventry Climax FWMV MkII V8  | D            |
| 14 | Chris Amon              | Reg Parnell Racing          | Lotus        | Lotus 25         | 25 R3      | BRM P56 V8                    | D            |
| 15 | Mike Hailwood           | Reg Parnell Racing          | Lotus        | Lotus 25         | 25 R7      | BRM P56 V8                    | D            |
| 16 | Bob Anderson            | DW Racing Enterprises       | Brabham      | Brabham BT11     | F1-5-64    | Coventry Climax FWMV MkI V8   | D            |
| 17 | Jochen Rindt            | Ford Austria                | Brabham      | Brabham BT10     | F2-3-64    | Ford 109E L4                  | D            |
| 18 | Giancarlo Baghetti      | Scuderia Centro Sud         | BRM          | BRM P57          | 5784       | BRM P56 V8                    | D            |
| 19 | Joseph Siffert          | Siffert Racing Team         | Brabham      | Brabham BT11     | F1-6-64    | BRM P56 V8                    | D            |
| 20 | Ronnie Bucknum          | Honda R&D Company           | Honda        | Honda RA271      | 271-001    | Honda RA271E V12              | D            |
| 21 | Richard Attwood         | Owen Racing Organisation    | BRM          | BRM P67          | 671        | BRM P56 V8                    | D            |
| 22 | Maurice Trintignant     | Privé                       | BRM          | BRM P57          | 5781       | BRM P56 V8                    | D            |
| 23 | Gerhard Mitter          | Team Lotus                  | Lotus        | Lotus 25C        | 25 R6      | Coventry Climax FWMV MkIII V8 | D            |
| 24 | Innes Ireland           | British Racing Partnership  | BRP          | BRP MkII         | BRP/2-64   | BRM P56 V8                    | D            |
| 25 | Trevor Taylor           | British Racing Partnership  | BRP          | BRP MkI          | BRP/1-63   | BRM P56 V8                    | D            |
| 26 | Tony Maggs              | Scuderia Centro Sud         | BRM          | BRM P57          | 5785       | BRM P56 V8                    | D            |
| 27 | Peter Revson            | Reg Parnell Racing          | Lotus        | Lotus 24         | 24 P1      | BRM P56 V8                    | D            |
| 28 | André Pilette           | Équipe Scirocco Belge       | Scirocco     | Scirocco SP      | SP-2-63    | Coventry Climax FWMV MkII V8  | D            |
| 29 | Carel Godin de Beaufort | Ecurie Maarsbergen          | Porsche      | Porsche 718      | 718-201    | Porsche 547/3 F4              | D            |

## Qualifications
Quatre séances qualificatives sont au programme, deux le vendredi et deux le samedi précédant la course.

### Première séance - vendredi 31 juillet (matin)
Il fait beau et chaud lorsque commencent les premiers essais, le vendredi matin. Au volant de la nouvelle Honda, Ronnie Bucknum n'effectue que quelques kilomètres avant de rentrer au stand, le moteur V12 surchauffant. Beaucoup d'autres équipes rencontrent des problèmes mécaniques : parmi les favoris, Jim Clark est mécontent du comportement de sa Lotus tandis que Jack Brabham casse son moteur avant d'avoir achevé la mise au point de sa monoplace. Dans ces conditions, c'est Graham Hill qui va se montrer le plus rapide sur sa BRM, bouclant son meilleur tour à 156,6 km/h de moyenne. Il devance de peu la Ferrari de John Surtees, Dan Gurney (sur Brabham) réalisant le troisième temps à plus de trois secondes de l'ancien champion du monde.

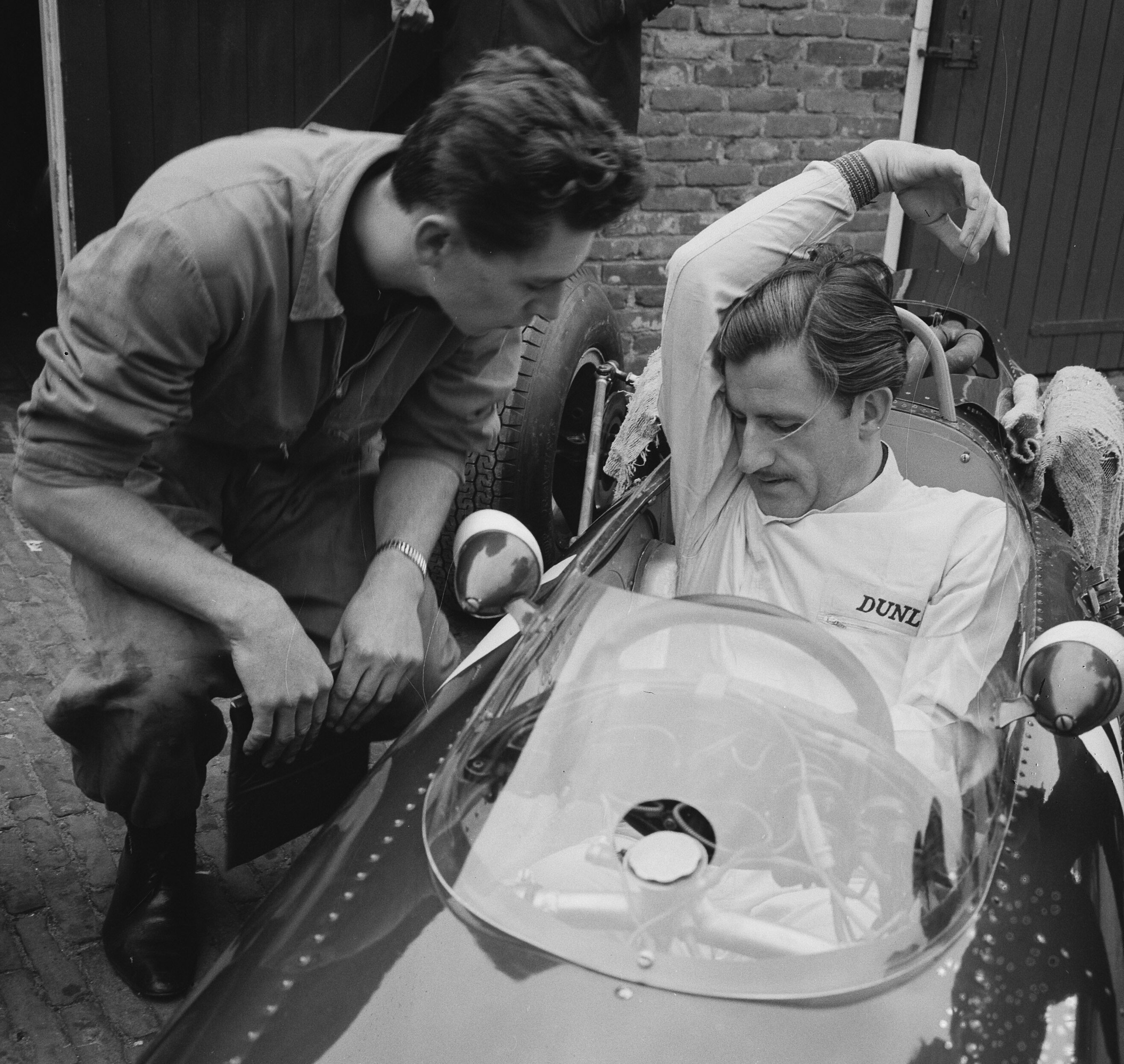
Graham Hill, le plus rapide de la première séance qualificative au volant de sa BRM.

| Pos. | Pilote              | Écurie         | Temps         | Écart          |
| ---- | ------------------- | -------------- | ------------- | -------------- |
| 1    | Graham Hill         | BRM            | 8 min 44 s 4  |                |
| 2    | John Surtees        | Ferrari        | 8 min 45 s 2  | + 0 s 8        |
| 3    | Dan Gurney          | Brabham-Climax | 8 min 47 s 8  | + 3 s 4        |
| 4    | Lorenzo Bandini     | Ferrari        | 8 min 49 s 3  | + 4 s 9        |
| 5    | Jim Clark           | Lotus-Climax   | 9 min 04 s 1  | + 9 s 7        |
| 6    | Richie Ginther      | BRM            | 9 min 09 s 4  | + 15 s 0       |
| 7    | Jack Brabham        | Brabham-Climax | 9 min 10 s 6  | + 16 s 2       |
| 8    | Bruce McLaren       | Cooper-Climax  | 9 min 13 s 0  | + 18 s 6       |
| 9    | Bob Anderson        | Brabham-Climax | 9 min 19 s 0  | + 24 s 6       |
| 10   | Maurice Trintignant | BRM            | 9 min 20 s 7  | + 26 s 3       |
| 11   | Mike Hailwood       | Lotus-BRM      | 9 min 21 s 6  | + 27 s 2       |
| 12   | Phil Hill           | Cooper-Climax  | 9 min 26 s 1  | + 41 s 7       |
| 13   | Mike Spence         | Lotus-Climax   | 9 min 31 s 9  | + 47 s 5       |
| 14   | Giancarlo Baghetti  | BRM            | 9 min 38 s 8  | + 54 s 4       |
| 15   | Joakim Bonnier      | Brabham-BRM    | 9 min 43 s 3  | + 58 s 9       |
| 16   | Peter Revson        | Lotus-BRM      | 9 min 50 s 9  | + 1 min 06 s 5 |
| 17   | Ronnie Bucknum      | Honda          | 10 min 04 s 1 | + 1 min 19 s 7 |
| 18   | Joseph Siffert      | Brabham-BRM    | 10 min 04 s 4 | + 1 min 20 s 0 |
| 19   | Tony Maggs          | BRM            | 10 min 07 s 7 | + 1 min 23 s 3 |
| 20   | Edgar Barth         | Cooper-Climax  | 10 min 33 s 6 | + 1 min 49 s 2 |

### Deuxième séance - vendredi 31 juillet (après-midi)
Le soleil est toujours présent pour la deuxième session, le vendredi après-midi. Les Ferrari se mettent en évidence, Lorenzo Bandini réalisant une très belle performance sur l'ancienne monoplace à moteur V6, avec un tour à plus de 157 km/h de moyenne. Il devance son coéquipier Surtees et Gurney de quelques dixièmes de seconde, tandis que Graham Hill, quatrième, n'a pu améliorer son temps de la matinée. Si les techniciens japonais ont pu régler les problèmes de surchauffe, la Honda n'a cependant pas pu révéler son potentiel, le moteur manquant de mise au point, et Bucknum, qui découvre le toboggan allemand, n'a pu faire mieux que le dix-neuvième temps, à plus de cinquante secondes des meilleurs.

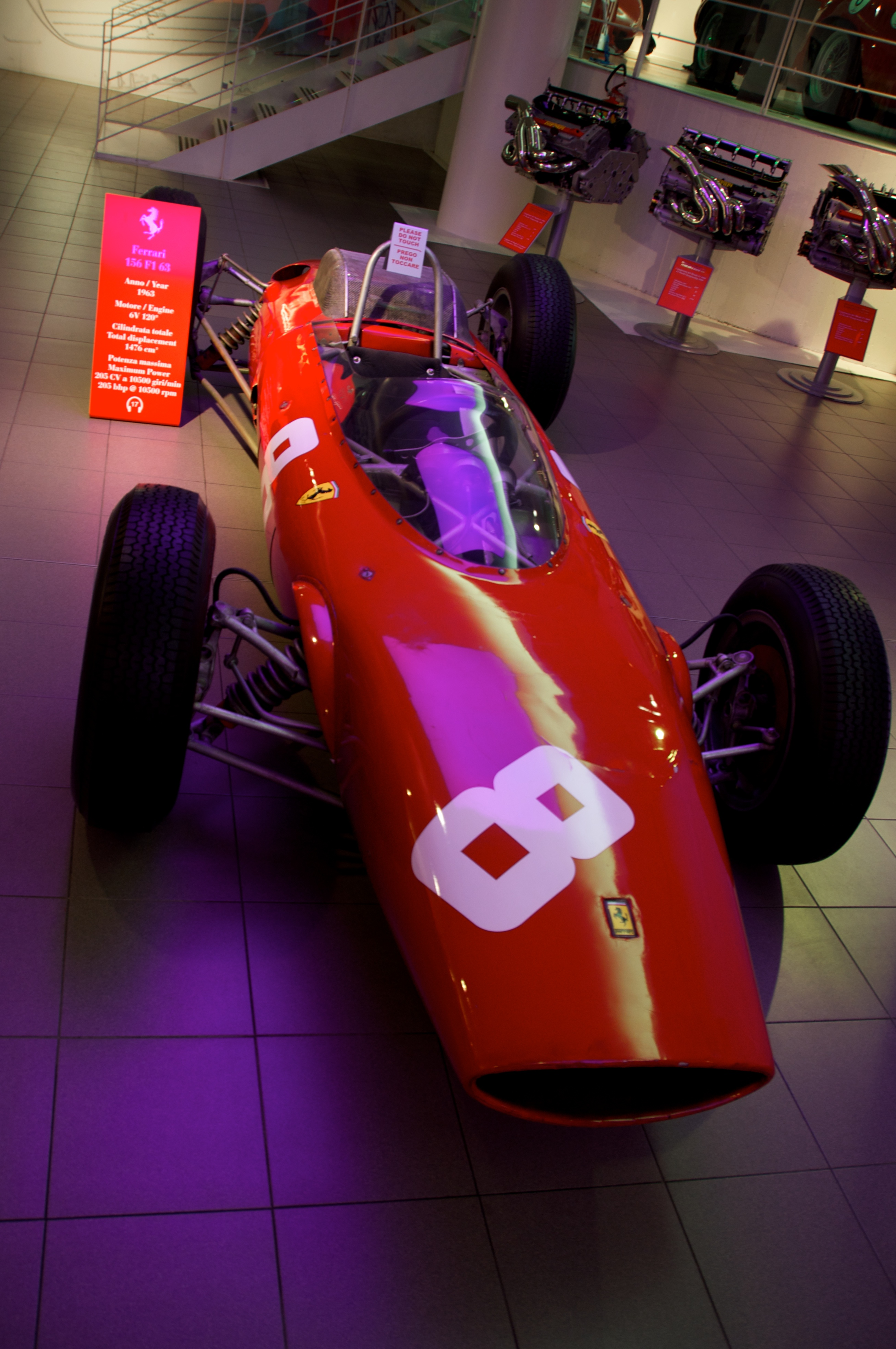
Avec l'ancienne Ferrari V6, Lorenzo Bandini a effectué le meilleur temps de la deuxième séance.

| Pos. | Pilote                  | Écurie          | Temps         | Écart          |
| ---- | ----------------------- | --------------- | ------------- | -------------- |
| 1    | Lorenzo Bandini         | Ferrari         | 8 min 42 s 6  |                |
| 2    | John Surtees            | Ferrari         | 8 min 43 s 0  | + 0 s 4        |
| 3    | Dan Gurney              | Brabham-Climax  | 8 min 43 s 2  | + 0 s 6        |
| 4    | Graham Hill             | BRM             | 8 min 44 s 6  | + 2 s 0        |
| 5    | Jim Clark               | Lotus-Climax    | 8 min 47 s 9  | + 5 s 3        |
| 6    | Phil Hill               | Cooper-Climax   | 8 min 52 s 7  | + 10 s 1       |
| 8    | Bruce McLaren           | Cooper-Climax   | 8 min 57 s 9  | + 15 s 3       |
| 9    | Richie Ginther          | BRM             | 8 min 57 s 9  | + 15 s 3       |
| 10   | Jack Brabham            | Brabham-Climax  | 8 min 59 s 6  | + 17 s 0       |
| 11   | Joseph Siffert          | Brabham-BRM     | 9 min 02 s 8  | + 20 s 2       |
| 12   | Bob Anderson            | Brabham-Climax  | 9 min 07 s 5  | + 24 s 9       |
| 13   | Mike Hailwood           | Lotus-BRM       | 9 min 08 s 4  | + 25 s 8       |
| 14   | Mike Spence             | Lotus-Climax    | 9 min 09 s 9  | + 27 s 3       |
| 15   | Joakim Bonnier          | Brabham-BRM     | 9 min 16 s 5  | + 33 s 9       |
| 16   | Maurice Trintignant     | BRM             | 9 min 14 s 0  | + 31 s 4       |
| 17   | Tony Maggs              | BRM             | 9 min 18 s 7  | + 36 s 1       |
| 18   | Giancarlo Baghetti      | BRM             | 9 min 33 s 1  | + 50 s 5       |
| 19   | Ronnie Bucknum          | Honda           | 9 min 34 s 3  | + 51 s 7       |
| 20   | Peter Revson            | Lotus-BRM       | 9 min 50 s 9  | + 1 min 08 s 3 |
| 21   | Carel Godin de Beaufort | Porsche         | 9 min 52 s 4  | + 1 min 09 s 8 |
| 22   | André Pilette           | Scirocco-Climax | 10 min 29 s 4 | + 1 min 46 s 8 |

### Troisième séance - samedi 1er août (matin)
La journée du samedi est nettement moins ensoleillée que la veille. Les températures plus fraiches sont bénéfiques au rendement des moteurs et les performances s'améliorent. Surtees domine la séance matinale et réalise un temps record, à plus de 158 km/h de moyenne. Il devance Clark, qui a réussi à affiner les réglages de sa Lotus, de trois secondes, tandis que Graham Hill n'a pu défendre ses chances, un problème de sélecteur de vitesses ayant causé un surrégime. Son coéquipier Richie Ginther a connu le même problème peu auparavant, et les mécaniciens de BRM devront remplacer les deux moteurs, l'équipe ne disposant pas de mulet. Le moteur Honda a également cassé avant que Bucknum n'ait achevé son premier tour, et les techniciens japonais vont devoir mettre les bouchées doubles pour que leur pilote puisse réaliser les cinq tours requis pour se qualifier.
| Pos. | Pilote                  | Écurie          | Temps         | Écart          |
| ---- | ----------------------- | --------------- | ------------- | -------------- |
| 1    | John Surtees            | Ferrari         | 8 min 39 s 2  |                |
| 2    | Jim Clark               | Lotus-Climax    | 8 min 42 s 2  | + 3 s 0        |
| 3    | Graham Hill             | BRM             | 8 min 43 s 8  | + 4 s 6        |
| 4    | Jack Brabham            | Brabham-Climax  | 8 min 53 s 1  | + 13 s 9       |
| 5    | Dan Gurney              | Brabham-Climax  | 8 min 56 s 1  | + 16 s 9       |
| 6    | Lorenzo Bandini         | Ferrari         | 9 min 03 s 9  | + 24 s 7       |
| 7    | Joseph Siffert          | Brabham-BRM     | 9 min 05 s 1  | + 25 s 9       |
| 8    | Phil Hill               | Cooper-Climax   | 9 min 07 s 3  | + 28 s 1       |
| 9    | Richie Ginther          | BRM             | 9 min 08 s 4  | + 29 s 2       |
| 10   | Maurice Trintignant     | BRM             | 9 min 12 s 5  | + 33 s 3       |
| 11   | Mike Spence             | Lotus-Climax    | 9 min 21 s 5  | + 42 s 3       |
| 12   | Peter Revson            | Lotus-BRM       | 9 min 23 s 9  | + 44 s 7       |
| 13   | Mike Hailwood           | Lotus-BRM       | 9 min 26 s 9  | + 47 s 7       |
| 14   | Giancarlo Baghetti      | BRM             | 9 min 34 s 9  | + 55 s 7       |
| 15   | Joakim Bonnier          | Brabham-BRM     | 9 min 36 s 7  | + 57 s 5       |
| 16   | Carel Godin de Beaufort | Porsche         | 9 min 37 s 9  | + 58 s 7       |
| 17   | Edgar Barth             | Cooper-Climax   | 9 min 38 s 0  | + 58 s 8       |
| 18   | Tony Maggs              | BRM             | 9 min 59 s 9  | + 1 min 20 s 7 |
| 19   | Bob Anderson            | Brabham-Climax  | 10 min 25 s 7 | + 1 min 46 s 5 |
| 20   | André Pilette           | Scirocco-Climax | 13 min 45 s 2 | + 5 min 06 s 0 |

### Quatrième séance - samedi 1er août (après-midi)
Le ciel est toujours menaçant lorsque débute la dernière séance, mais la piste restera sèche. Surtees confirme son aisance et, à 158,4 km/h de moyenne, s'assure définitivement la pole position. Également très rapide, Clark va échouer à quatre dixièmes de seconde de son rival tandis que Gurney, troisième, est à moins d'une seconde. Grâce au temps réalisé la veille, Bandini complète la première ligne de la grille de départ. Rodant son nouveau moteur, Graham Hill n'a pas cherché à améliorer, et s'élancera à l'intérieur de la deuxième ligne, au côté de Brabham et de Bruce McLaren (Cooper). La réparation de la voiture de Bucknum n'a pas été achevée suffisamment tôt pour lui permettre de participer, mais les organisateurs, conciliants, ont rouvert la piste en fin de journée et l'ont autorisé à accomplir les cinq tours requis ; bénéficiant du temps réalisé le vendredi après-midi, la Honda pourra s'élancer en fond de grille.
La journée s'est malheureusement achevée sur une note tragique, le gentleman-driver Carel Godin de Beaufort étant violemment sorti de la route dans le virage de Bergwerck. Très grièvement atteint à la tête et à la colonne vertébrale, il succombera à ses blessures deux jours plus tard.
| Pos. | Pilote                  | Écurie          | Temps         | Écart          |
| ---- | ----------------------- | --------------- | ------------- | -------------- |
| 1    | John Surtees            | Ferrari         | 8 min 38 s 4  |                |
| 2    | Jim Clark               | Lotus-Climax    | 8 min 38 s 8  | + 0 s 4        |
| 3    | Dan Gurney              | Brabham-Climax  | 8 min 39 s 3  | + 0 s 9        |
| 4    | Graham Hill             | BRM             | 8 min 46 s 1  | + 7 s 7        |
| 5    | Jack Brabham            | Brabham-Climax  | 8 min 46 s 6  | + 8 s 2        |
| 6    | Bruce McLaren           | Cooper-Climax   | 8 min 47 s 1  | + 8 s 7        |
| 7    | Chris Amon              | Lotus-BRM       | 8 min 54 s 7  | + 16 s 3       |
| 8    | Joseph Siffert          | Brabham-BRM     | 8 min 56 s 9  | + 18 s 5       |
| 9    | Joakim Bonnier          | Brabham-BRM     | 9 min 01 s 3  | + 22 s 9       |
| 10   | Phil Hill               | Cooper-Climax   | 9 min 01 s 8  | + 23 s 4       |
| 11   | Mike Hailwood           | Lotus-BRM       | 9 min 01 s 9  | + 23 s 5       |
| 12   | Maurice Trintignant     | BRM             | 9 min 06 s 8  | + 28 s 4       |
| 13   | Tony Maggs              | BRM             | 9 min 09 s 6  | + 31 s 2       |
| 14   | Peter Revson            | Lotus-BRM       | 9 min 13 s 0  | + 34 s 6       |
| 15   | Mike Spence             | Lotus-Climax    | 9 min 13 s 0  | + 34 s 6       |
| 16   | Gerhard Mitter          | Lotus-Climax    | 9 min 14 s 1  | + 35 s 7       |
| 17   | Edgar Barth             | Cooper-Climax   | 9 min 14 s 2  | + 35 s 8       |
| 18   | Giancarlo Baghetti      | BRM             | 9 min 14 s 6  | + 36 s 2       |
| 19   | Carel Godin de Beaufort | Porsche         | 9 min 40 s 4  | + 1 min 02 s 0 |
| 20   | André Pilette           | Scirocco-Climax | 10 min 30 s 1 | + 1 min 51 s 7 |
| 21   | Lorenzo Bandini         | Ferrari         | 10 min 40 s 9 | + 2 min 02 s 5 |

### Tableau final des qualifications

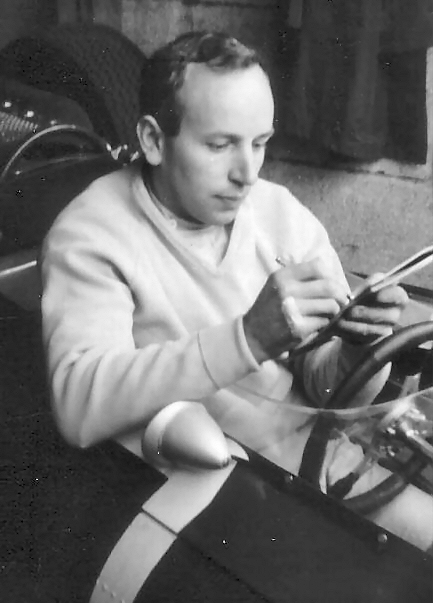
John Surtees, le plus rapide au terme des deux journées d'essais ; il s'élancera de la pole position au volant de sa Ferrari.

| Pos. | Pilote                  | Écurie          | Temps         | Écart          | Commentaire                          |
| ---- | ----------------------- | --------------- | ------------- | -------------- | ------------------------------------ |
| 1    | John Surtees            | Ferrari         | 8 min 38 s 4  |                | temps réalisé le samedi après-midi   |
| 2    | Jim Clark               | Lotus-Climax    | 8 min 38 s 8  | + 0 s 4        | temps réalisé le samedi après-midi   |
| 3    | Dan Gurney              | Brabham-Climax  | 8 min 39 s 3  | + 0 s 9        | temps réalisé le samedi après-midi   |
| 4    | Lorenzo Bandini         | Ferrari         | 8 min 42 s 6  | + 4 s 2        | temps réalisé le vendredi après-midi |
| 5    | Graham Hill             | BRM             | 8 min 43 s 8  | + 5 s 4        | temps réalisé le samedi matin        |
| 6    | Jack Brabham            | Brabham-Climax  | 8 min 46 s 6  | + 8 s 2        | temps réalisé le samedi après-midi   |
| 7    | Bruce McLaren           | Cooper-Climax   | 8 min 47 s 1  | + 8 s 7        | temps réalisé le samedi après-midi   |
| 8    | Phil Hill               | Cooper-Climax   | 8 min 52 s 7  | + 14 s 3       | temps réalisé le vendredi après-midi |
| 9    | Chris Amon              | Lotus-BRM       | 8 min 54 s 0  | + 15 s 6       | temps réalisé le vendredi après-midi |
| 10   | Joseph Siffert          | Brabham-BRM     | 8 min 56 s 9  | + 18 s 5       | temps réalisé le samedi après-midi   |
| 11   | Richie Ginther          | BRM             | 8 min 57 s 9  | + 19 s 5       | temps réalisé le vendredi après-midi |
| 12   | Joakim Bonnier          | Brabham-BRM     | 9 min 01 s 3  | + 22 s 9       | temps réalisé le samedi après-midi   |
| 13   | Mike Hailwood           | Lotus-BRM       | 9 min 01 s 9  | + 23 s 5       | temps réalisé le samedi après-midi   |
| 14   | Maurice Trintignant     | BRM             | 9 min 06 s 8  | + 28 s 4       | temps réalisé le samedi après-midi   |
| 15   | Bob Anderson            | Brabham-Climax  | 9 min 07 s 5  | + 29 s 1       | temps réalisé le vendredi après-midi |
| 16   | Tony Maggs              | BRM             | 9 min 09 s 6  | + 31 s 2       | temps réalisé le samedi après-midi   |
| 17   | Mike Spence             | Lotus-Climax    | 9 min 09 s 9  | + 31 s 5       | temps réalisé le vendredi après-midi |
| 18   | Peter Revson            | Lotus-BRM       | 9 min 13 s 0  | + 34 s 6       | temps réalisé le samedi après-midi   |
| 19   | Gerhard Mitter          | Lotus-Climax    | 9 min 14 s 1  | + 35 s 7       | temps réalisé le samedi après-midi   |
| 20   | Edgar Barth             | Cooper-Climax   | 9 min 14 s 2  | + 35 s 8       | temps réalisé le samedi après-midi   |
| 21   | Giancarlo Baghetti      | BRM             | 9 min 14 s 6  | + 36 s 2       | temps réalisé le samedi après-midi   |
| 22   | Ronnie Bucknum          | Honda           | 9 min 34 s 3  | + 55 s 9       | temps réalisé le vendredi après-midi |
| 23   | Carel Godin de Beaufort | Porsche         | 9 min 37 s 9  | + 59 s 5       | temps réalisé le samedi matin        |
| 24   | André Pilette           | Scirocco-Climax | 10 min 29 s 4 | + 1 min 51 s 0 | temps réalisé le vendredi après-midi |

## Grille de départ
| 1re ligne | Pos. 4                       |                              | Pos. 3                       |                             | Pos. 2                   |                              | Pos. 1                        |
|           | Bandini Ferrari 8 min 42 s 6 |                              | Gurney Brabham 8 min 39 s 3  |                             | Clark Lotus 8 min 38 s 8 |                              | Surtees Ferrari 8 min 38 s 4  |
| 2e ligne  |                              | Pos. 7                       |                              | Pos. 6                      |                          | Pos. 5                       |                               |
|           |                              | McLaren Cooper 8 min 47 s 1  |                              | Brabham 8 min 46 s 6        |                          | G. Hill BRM 8 min 43 s 8     |                               |
| 3e ligne  | Pos. 11                      |                              | Pos. 10                      |                             | Pos. 9                   |                              | Pos. 8                        |
|           | Ginther BRM 8 min 57 s 9     |                              | Siffert Brabham 8 min 56 s 9 |                             | Amon Lotus 8 min 54 s 0  |                              | P. Hill Cooper 8 min 52 s 7   |
| 4e ligne  |                              | Pos. 14                      |                              | Pos. 13                     |                          | Pos. 12                      |                               |
|           |                              | Trintignant BRM 9 min 06 s 8 |                              | Hailwood Lotus 9 min 01 s 9 |                          | Bonnier Brabham 9 min 01 s 3 |                               |
| 5e ligne  | Pos. 18                      |                              | Pos. 17                      |                             | Pos. 16                  |                              | Pos. 15                       |
|           | Revson Lotus 9 min 13 s 0    |                              | Spence Lotus 9 min 09 s 9    |                             | Maggs BRM 9 min 09 s 6   |                              | Anderson Brabham 9 min 07 s 5 |
| 6e ligne  |                              | Pos. 21                      |                              | Pos. 20                     |                          | Pos. 19                      |                               |
|           |                              | Baghetti BRM 9 min 14 s 6    |                              | Barth Cooper 9 min 14 s 2   |                          | Mitter Lotus 9 min 14 s 1    |                               |
| 7e ligne  |                              |                              |                              | Pos. 22                     |                          |                              |                               |
|           |                              |                              |                              | Bucknum Honda 9 min 34 s 3  |                          |                              |                               |

## Déroulement de la course

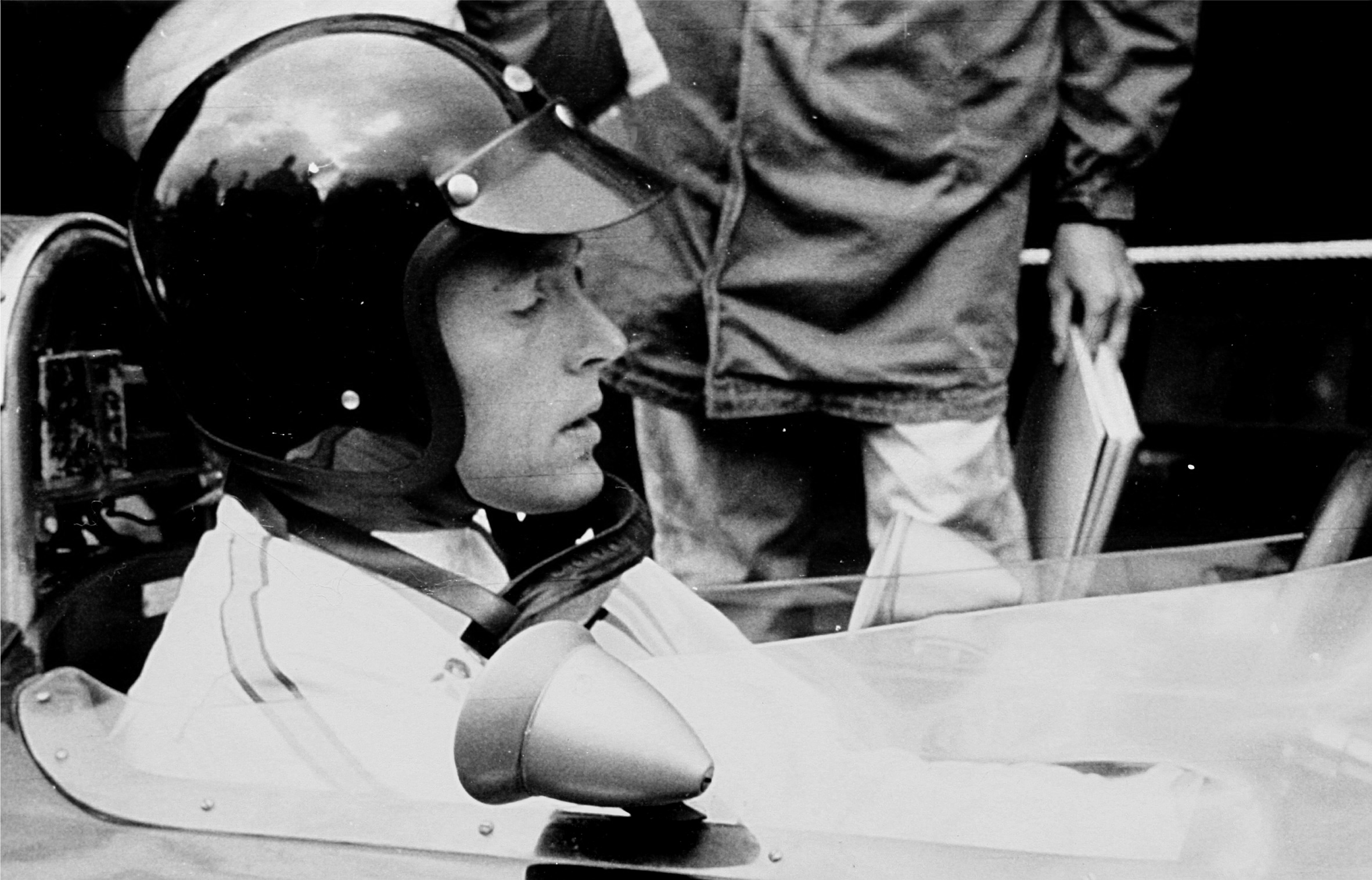
Jusqu'à la mi-course Dan Gurney, au volant de sa Brabham, a disputé la victoire à la Ferrari de Surtees.

Le départ est donné le dimanche en début d'après-midi, devant 310 000 spectateurs. Le ciel est couvert mais l'entièreté de la piste est sèche. Au baisser du drapeau, Lorenzo Bandini, placé à l'extérieur de la première ligne, est le plus prompt à s'élancer et  vire en tête dans la courbe sud, devant la Lotus de Jim Clark. Le champion du monde déborde toutefois la Ferrari du pilote italien dans la ligne droite derrière les stands. Peu après, John Surtees déborde également son coéquipier, bientôt imité par Dan Gurney (sur Brabham). Clark se maintient au commandement jusqu'à la fin du premier tour, toujours talonné par Surtees et Gurney. Quatrième, la BRM de Graham Hill est légèrement décrochée. Son moteur V6 manquant de puissance dans les montées, Bandini a rétrogradé en septième position, derrière Jack Brabham et la Cooper de Phil Hill, au sein d'un peloton qui accuse déjà une vingtaine de secondes de retard sur les voitures de tête. Surtees parvient à se porter à la hauteur de Clark au freinage de la courbe sud, et plonge à la corde au nez de la Lotus de l'Écossais, prenant le commandement de la course. Bien que gênés par une trainée d'huile (répandue par la Lotus de Mike Hailwood, dont le moteur a explosé peu après le départ), les trois premiers maintiennent une allure soutenue, mais l'état de la piste les empêche toutefois de s'attaquer au record du circuit. Au début du troisième tour, Clark commence à éprouver des difficultés dans le maniement de sa boîte de vitesses et ne peut empêcher Gurney de le déposséder de la deuxième place. Le pilote américain se rapproche rapidement de Surtees et les deux hommes vont se livrer un duel très serré, échangeant à plusieurs reprises leurs positions avant que Gurney ne doive lever le pied, peu avant la mi-course, son moteur chauffant exagérément. Entre-temps, malgré des ennuis d'allumage, Graham Hill avait pris la troisième place à Clark, toujours en proie à des problèmes de transmission. Le champion du monde va d'ailleurs renoncer à la fin du huitième tour, moteur endommagé. Surtees possède alors cinq secondes d'avance sur Gurney et plus de vingt-cinq sur Hill. À plus de deux minutes, Brabham défend sa quatrième place face à Bandini qui, malgré un moteur moins puissant, se maintient à huit secondes du champion australien, tandis que Joseph Siffert, auteur d'une très belle course au volant de sa modeste Brabham privée, occupe la sixième position.
Ne connaissant aucun souci mécanique, Surtees caracole seul en tête tandis que Gurney, malgré ses problèmes de surchauffe, se maintient à la deuxième place loin devant Hill dont le moteur ratatouille de plus en plus. Cependant, à la fin du dixième tour, le Californien rentre à son stand pour un ravitaillement en eau. Malgré un arrêt relativement bref, il perd sa deuxième place au profit de Hill ; il n'ira d'ailleurs pas beaucoup plus loin, son moteur continuant à surchauffer. Son coéquipier Brabham a également dû s'arrêter, couple conique hors d'usage. C'est désormais Bandini qui occupe la troisième place derrière Surtees et Hill, Siffert étant maintenant quatrième, loin devant Chris Amon. Ce dernier va cependant devoir renoncer, la suspension arrière de sa Lotus n'ayant pas résisté aux contraintes imposées par le toboggan allemand, et c'est Maurice Trintignant, auteur d'une course très régulière sur son ancienne BRM, qui hérite de la cinquième place. Malgré une panne en vue de l'arrivée l'obligeant à pousser sa monoplace jusqu'à la ligne, le vétéran français conservera sa position. Surtees s'impose pour la deuxième année consécutive sur ce circuit, tandis que Graham Hill, deuxième en dépit de ses problèmes d'allumage, prend la tête du championnat du monde. Troisième, Bandini confirme la bonne tenue des Ferrari alors que Siffert met fin à une longue période de malchance en terminant à la quatrième place.

### Classements intermédiaires
Classements intermédiaires des monoplaces aux premier, deuxième, troisième, quatrième, cinquième, huitième, dixième, onzième, douzième et quatorzième tours,.

### Classement de la course

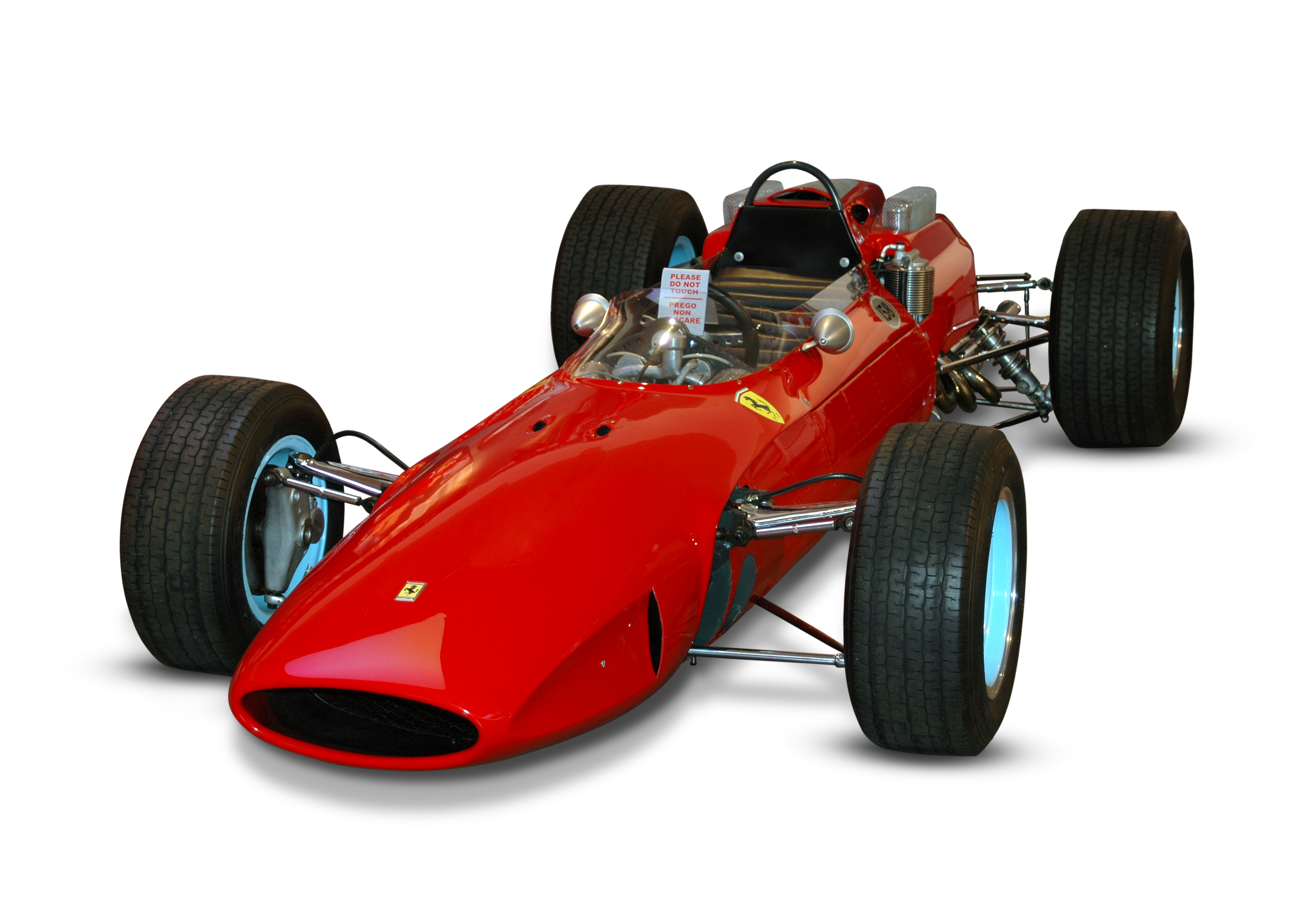
La Ferrari 158 de John Surtees, victorieuse en Allemagne.

| Pos  | N° | Pilote                  | Écurie          | Tours | Temps/Abandon                      | Grille | Points |
| ---- | -- | ----------------------- | --------------- | ----- | ---------------------------------- | ------ | ------ |
| 1    | 7  | John Surtees            | Ferrari         | 15    | 2 h 12 min 04 s 8                  | 1      | 9      |
| 2    | 3  | Graham Hill             | BRM             | 15    | 2 h 13 min 20 s 4 (+ 1 min 15 s 6) | 5      | 6      |
| 3    | 8  | Lorenzo Bandini         | Ferrari         | 15    | 2 h 16 min 57 s 6 (+ 4 min 52 s 8) | 4      | 4      |
| 4    | 19 | Jo Siffert              | Brabham-BRM     | 15    | 2 h 17 min 27 s 9 (+ 5 min 23 s 1) | 10     | 3      |
| 5    | 22 | Maurice Trintignant     | BRM             | 14    | 2 h 12 min 00 s 0 (Batterie)       | 14     | 2      |
| 6    | 26 | Tony Maggs              | BRM             | 14    | 2 h 12 min 13 s 2 (+ 1 tour)       | 16     | 1      |
| 7    | 4  | Richie Ginther          | BRM             | 14    | 2 h 12 min 48 s 9 (+ 1 tour)       | 11     |        |
| 8    | 2  | Mike Spence             | Lotus-Climax    | 14    | 2 h 13 min 00 s 6 (+ 1 tour)       | 17     |        |
| 9    | 23 | Gerhard Mitter          | Lotus-Climax    | 14    | 2 h 14 min 29 s 4 (+ 1 tour)       | 19     |        |
| 10   | 5  | Dan Gurney              | Brabham-Climax  | 14    | 2 h 18 min 02 s 6 (+ 1 tour)       | 3      |        |
| 11   | 14 | Chris Amon              | Lotus-BRM       | 12    | 1 h 51 min 16 s 5 (Suspension)     | 9      |        |
| 12   | 6  | Jack Brabham            | Brabham-Climax  | 11    | 1 h 40 min 07 s 0 (Différentiel)   | 6      |        |
| 13   | 20 | Ronnie Bucknum          | Honda           | 11    | 1 h 45 min 37 s 4 (Accident)       | 22     |        |
| 14   | 27 | Peter Revson            | Lotus-BRM       | 10    | 1 h 40 min 20 s 1 (Accident)       | 18     |        |
| Abd. | 1  | Jim Clark               | Lotus-Climax    | 7     | Moteur                             | 2      |        |
| Abd. | 9  | Bruce McLaren           | Cooper-Climax   | 4     | Moteur                             | 7      |        |
| Abd. | 16 | Bob Anderson            | Brabham-Climax  | 4     | Suspension                         | 15     |        |
| Abd. | 12 | Edgar Barth             | Cooper-Climax   | 3     | Embrayage                          | 20     |        |
| Abd. | 18 | Giancarlo Baghetti      | BRM             | 2     | Accélérateur                       | 21     |        |
| Abd. | 10 | Phil Hill               | Cooper-Climax   | 1     | Moteur                             | 8      |        |
| Abd. | 11 | Jo Bonnier              | Brabham-BRM     | 0     | Panne électrique                   | 12     |        |
| Abd. | 15 | Mike Hailwood           | Lotus-BRM       | 0     | Moteur                             | 13     |        |
| Np.  | 29 | Carel Godin de Beaufort | Porsche         |       | Accident mortel aux essais         | 23     |        |
| Nq.  | 28 | André Pilette           | Scirocco-Climax |       | Non qualifié                       |        |        |

Légende :
- Abd.=Abandon - Np.=Non partant

### Pole position et record du tour
- Pole position :  John Surtees en 8 min 38 s 4 (vitesse moyenne : 158,403 km/h). Temps réalisé lors de la quatrième séance d'essais, le samedi 1er août[9].
- Meilleur tour en course :  John Surtees en 8 min 39 s 0 (vitesse moyenne : 158,220 km/h) au onzième tour.

#### Évolution du record du tour en course
Le meilleur tour fut amélioré sept fois au cours de l'épreuve. Le circuit a été maculé d'huile sur plusieurs kilomètres peu après le départ, le moteur de la Lotus de Mike Hailwood ayant explosé, aussi le temps réalisé par Clark lors de son premier tour n'a-t-il été battu que quatre boucles plus tard, lorsque ce secteur de la piste fut partiellement «nettoyé».

### Tours en tête
- Jim Clark: 1 tour (1)
- John Surtees: 13 tours (2-3 / 5-15)
- Dan Gurney: 1 tour (4)

## Classement général à l'issue de la course
- Attribution des points : 9, 6, 4, 3, 2, 1 respectivement aux six premiers de chaque épreuve.
- Pour la coupe des constructeurs, même barème et seule la voiture la mieux classée de chaque équipe inscrit des points.
- Seuls les six meilleurs résultats sont comptabilisés.
- Le règlement permet aux pilotes de se relayer sur une même voiture, les points éventuellement acquis étant alors perdus pour pilotes et constructeur[1].

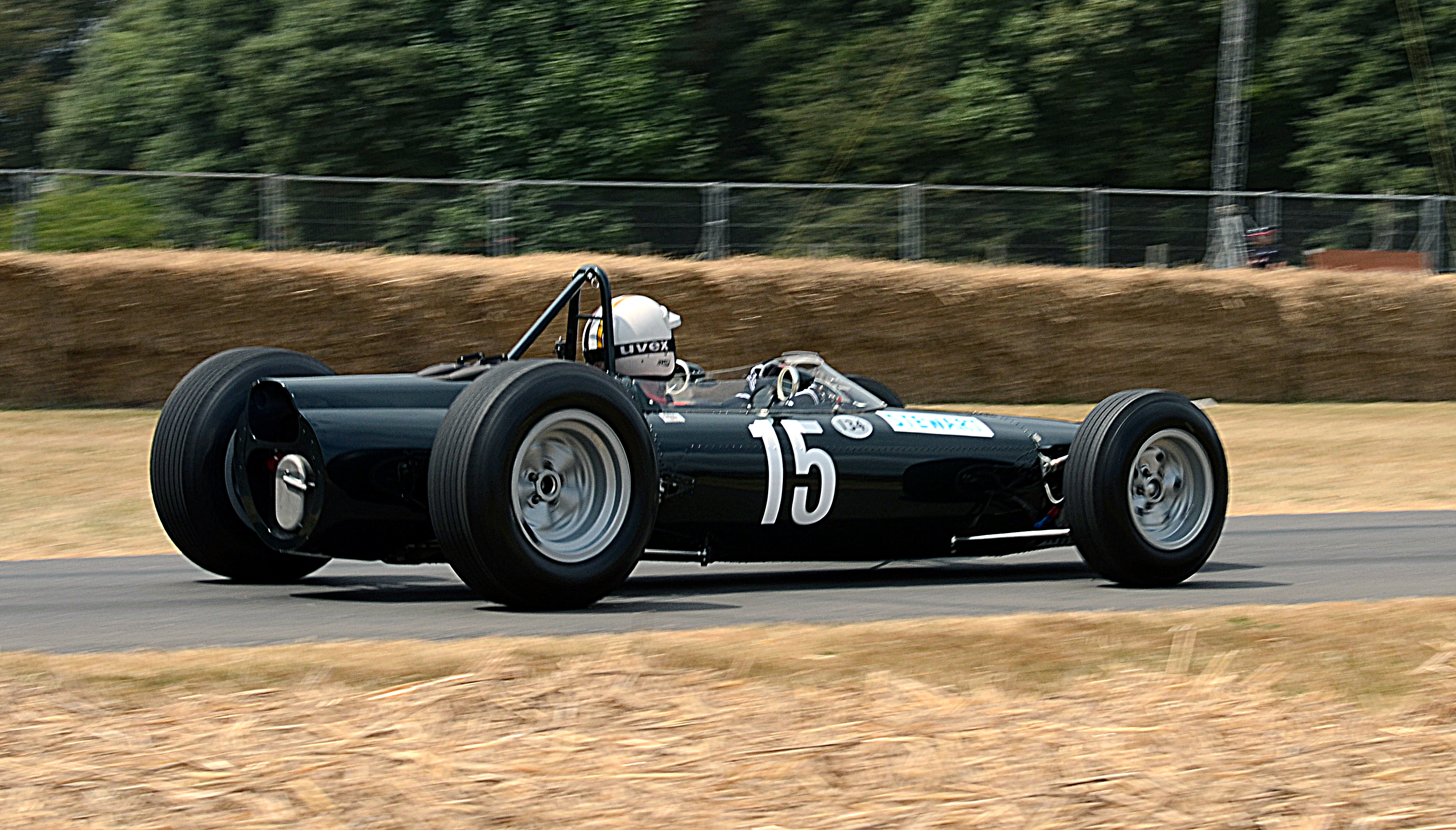
Une BRM P261 semblable à celle de Graham Hill, nouveau leader du championnat après sa deuxième place au Nürburgring.

| Pos. | Pilote              | Écurie  | Points | MON | NL | BEL | FRA | GBR | ALL | AUT | ITA | USA | MEX |
| ---- | ------------------- | ------- | ------ | --- | -- | --- | --- | --- | --- | --- | --- | --- | --- |
| 1    | Graham Hill         | BRM     | 32     | 9   | 3  | 2   | 6   | 6   | 6   |     |     |     |     |
| 2    | Jim Clark           | Lotus   | 30     | 3   | 9  | 9   | -   | 9   | -   |     |     |     |     |
| 3    | John Surtees        | Ferrari | 19     | -   | 6  | -   | -   | 4   | 9   |     |     |     |     |
| 4    | Richie Ginther      | BRM     | 11     | 6   | -  | 3   | 2   | -   | -   |     |     |     |     |
|      | Peter Arundell      | Lotus   | 11     | 4   | 4  | -   | 3   | -   | -   |     |     |     |     |
|      | Jack Brabham        | Brabham | 11     | -   | -  | 4   | 4   | 3   | -   |     |     |     |     |
| 7    | Dan Gurney          | Brabham | 10     | -   | -  | 1   | 9   | -   | -   |     |     |     |     |
| 8    | Bruce McLaren       | Cooper  | 7      | -   | -  | 6   | 1   | -   | -   |     |     |     |     |
| 9    | Lorenzo Bandini     | Ferrari | 6      | -   | -  | -   | -   | 2   | 4   |     |     |     |     |
| 10   | Joseph Siffert      | Brabham | 3      | -   | -  | -   | -   | -   | 3   |     |     |     |     |
| 11   | Joakim Bonnier      | Cooper  | 2      | 2   | -  | -   | -   | -   | -   |     |     |     |     |
|      | Chris Amon          | Lotus   | 2      | -   | 2  | -   | -   | -   | -   |     |     |     |     |
|      | Maurice Trintignant | BRM     | 2      | -   | -  | -   | -   | -   | 2   |     |     |     |     |
| 14   | Mike Hailwood       | Lotus   | 1      | 1   | -  | -   | -   | -   | -   |     |     |     |     |
|      | Bob Anderson        | Brabham | 1      | -   | 1  | -   | -   | -   | -   |     |     |     |     |
|      | Phil Hill           | Cooper  | 1      | -   | -  | -   | -   | 1   | -   |     |     |     |     |
|      | Tony Maggs          | BRM     | 1      | -   | -  | -   | -   | -   | 1   |     |     |     |     |

| Pos. | Écurie         | Points | MON | NL | BEL | FRA | GBR | ALL | AUT | ITA | USA | MEX |
| ---- | -------------- | ------ | --- | -- | --- | --- | --- | --- | --- | --- | --- | --- |
| 1    | Lotus-Climax   | 34     | 4   | 9  | 9   | 3   | 9   | -   |     |     |     |     |
| 2    | BRM            | 33     | 9   | 3  | 3   | 6   | 6   | 6   |     |     |     |     |
| 3    | Ferrari        | 19     | -   | 6  | -   | -   | 4   | 9   |     |     |     |     |
| 4    | Brabham-Climax | 17     | -   | 1  | 4   | 9   | 3   | -   |     |     |     |     |
| 5    | Cooper-Climax  | 10     | 2   | -  | 6   | 1   | 1   | -   |     |     |     |     |
| 6    | Brabham-BRM    | 3      | -   | -  | -   | -   | -   | 3   |     |     |     |     |
|      | Lotus-BRM      | 3      | 1   | 2  | -   | -   | -   | -   |     |     |     |     |

## À noter
- 2e victoire en championnat du monde pour John Surtees.
- 37e victoire en championnat du monde pour Ferrari en tant que constructeur.
- 37e victoire en championnat du monde pour Ferrari en tant que motoriste.
- 1er Grand Prix pour l'écurie Honda.
- Dernière apparition de Carel Godin de Beaufort. Lors des essais qualificatifs, de Beaufort, sur Porsche 718 quitte la piste dans le virage de Bergwerk et est éjecté. Il souffre de sérieuses blessures à la tête, à la cage thoracique et aux jambes. Admis à l'hôpital de Cologne, il décédera des suites de ses blessures le lendemain soir.